# Клеман-Дезорм, Николя
Николя́ Клема́н, после 1820 года Клеман-Дезо́рм (фр. Nicolas Clément-Desormes;  12 января 1779 года, Дижон — 21 ноября 1841 года, Париж) — французский физик и химик.

## Биография
Ученик Монгольфье и Гитона де Морво, впоследствии профессор прикладной химии парижской Консерватории искусств и ремёсел. Опубликовал один и в сообщничестве с тестем Дезормом, имя которого принял в 1820 году, ряд работ по физике и химии, помещённых частью в «Отчетах» парижской академии, частью в «Annales de Chimic». 

## Учёные работы
Наиболее известны работы его над окисью углерода и знаменитая статья «Du zéro absolu et du calorifique specifique des gaz» («Journal de Delamétherie», т. 89, 1819 г.), в которой впервые дал метод для определения отношения теплоемкостей газов при постоянном объеме и постоянном давлении. 
Кроме многих заметок по технической химии, Клеман-Дезорм оставил «Théorie de la fabrication de l’acide sulfurique» — книгу в своё время очень важную; в ней была правильно указана роль кислорода воздуха в окислении сернистой кислоты в процессе добывания серной кислоты; благодаря этому открытию появилась возможность значительно удешевить производство серной кислоты.